# Paris-Roubaix travailliste
Ne doit pas être confondu avec Paris-Roubaix.
Le Paris-Roubaix travailliste est une ancienne course cycliste organisée entre 1935 et 1949 par la Fédération sportive et gymnique du travail.
Initiée en 1934 par la mairie de Roubaix avec pour objectif de concurrencer le Paris-Roubaix de 1935, la course connaît neuf éditions entre 1935 et 1949. Il s'agit du premier des Paris-Roubaix à tenir son arrivée au vélodrome André-Pétrieux de Roubaix.
Étant ouverte aux seuls cyclistes amateurs membres de club affiliés à des organisations sportives socialistes ou communistes, les différentes éditions de cette course sont l'occasion de démonstrations politiques de la part des organisateurs, des participants et des spectateurs.

## Histoire
Pour l'édition 1935 du Paris-Roubaix, le journal L'Auto opte pour une arrivée à l'hippodrome du Croisé-Laroche à Marcq-en-Barœul. Décidée à contrecarrer ce choix dicté par des considérations essentiellements commerciales, la mairie socialiste de Roubaix se rapproche de la Fédération sportive et gymnique du travail pour organiser un Paris-Roubaix concurrent avec une arrivée maintenue sur l'avenue Gustave Delory à Roubaix.
La première édition du Paris-Roubaix travailliste a lieu le 14 avril 1935. S'élançant de Saint-Denis, elle suit à partir Breteuil le même parcours que le Paris-Roubaix de 1934. Les participants sont des cyclistes amateurs licenciés dans une organisation sportive membre de la Fédération sportive et gymnique du travail (FSGT), de l'Internationale sportive ouvrière socialiste ou de l'Internationale rouge sportive. Les organisateurs, dans un soucis d'équité, s'efforcent de proposer diverses primes pour rendre la course accessible au plus grand nombre,. Sur les 185 inscrits, plus de 150 prennent part au départ. Alphonse Decru remporte cette première édition et offre son bouquet de vainqueur à la mère d'un jeune ouvrier tué par la police,.
L'édition de 1936 voit son arrivée déplacée sur la piste du nouveaux vélodrome de Roubaix inauguré quelques semaines auparavant. C'est à nouveau Alphonse Decru qui s'impose.
Trois autres éditions ont lieu en 1937, 1938 et 1939.
Après la Seconde Guerre mondiale, quatre éditions ont lieu de 1946 à 1949.

## Caravane
Une des particularités de cette course est sa caravane publicitaire qui est quasi intégralement politique. En 1935, divers journaux de gauche sont représentés, comme le quotidien socialiste Le Populaire ou son équivalent belge, Le Peuple, et des tracts critiquant les méfaits de la « presse capitaliste » sont distribués.

## Palmarès
| Année     | Vainqueur                                         | Deuxième                                          | Troisième                                         |
| --------- | ------------------------------------------------- | ------------------------------------------------- | ------------------------------------------------- |
| 1935      | Alphonse Decru                                    | Wybon                                             | Castellain                                        |
| 1936      | Alphonse Decru                                    | Adam                                              | Verschuere                                        |
| 1937      | Albert Vanderdonckt                               | Adam                                              | Alphonse Decru                                    |
| 1938      | Géry Masselis                                     | Victor Codron                                     | Deffet                                            |
| 1939      | Achille Boone                                     | Georges Waelkens                                  | Edmond Dubois                                     |
| 1940-1945 | Non disputé à cause de la Seconde Guerre mondiale | Non disputé à cause de la Seconde Guerre mondiale | Non disputé à cause de la Seconde Guerre mondiale |
| 1946      | César Marcelak                                    | Mario Valdisolo                                   | Louis Déprez                                      |
| 1947      | Robert Renoncé                                    | Antoine Witteck                                   | Lamblin                                           |
| 1948      | Raymond Gouverneur                                | Maurice Warerschott                               | Eugène Garnier                                    |
| 1949      | Jacques Alix                                      | Jacques Pras                                      | Maurice Herbulot                                  |